# Nato-digital
Nato-digital ou "natidigital" é o material que tem a sua origem em algum meio digital como câmeras, computadores e tantos outras ferramentas digitais existentes na atualidade. Um documento nato digital é diferente de um documento digitalizado, que existia originalmente fisicamente. Esse termo é comumente usado em relação às bibliotecas digitais e às questões que acompanham essas organizações, como preservação digital e propriedade intelectual. No entanto, à medida que as tecnologias avançaram e se espalharam, o conceito de nato digital também foi discutido em setores de consumo pessoal, com o surgimento dos e-books e o desenvolvimento da música digital.

## Definição
Existe alguma inconsistência na definição de materiais natos digitais. Alguns acreditam que tais materiais devem existir exclusivamente em formato digital. Em outras palavras, se o material pode ser transferido para uma forma analógica, não nasce verdadeiramente digital. No entanto, outros sustentam que ter uma contrapartida física em algum momento, desde que não seja em sua origem, não os impede de serem classificados como natos digitais. Por exemplo, G. Mahesh e Rekha Mittal identificam dois tipos de conteúdo nato digital, aquele que é exclusivamente digital e aquele que é digital para impressão. Essa divisão fornece uma base de classificação mais ampla do que a que a definição anterior.
Além disso, foi apontado que certas obras podem incorporar componentes que são digitais e digitalizados, confundindo ainda mais os limites entre o que deve e o que não deve ser considerado nato digital. Por exemplo, um vídeo digital criado pode utilizar filmagens históricas que foram convertidas.
Para que um documento nato digital se torne um documento legal e admitido em uma entidade pública, o Governo Federal, presidido por Dilma Rousseff, criou em 8 de outubro de 2015, o Decreto nº 8.539 que normaliza o uso de documentos nato digitais e documentos digitalizados nas entidades públicas. No art. 10 do decreto, os documentos natos digitais precisam ter assinaturas eletrônicas para se tornarem originais legalmente. A assinatura eletrônica é uma ferramenta criada para identificar o proprietário do documento digital, impossibilitando de os documentos serem adulterados. Foi normalizada em 13 de novembro de 2020, pelo Governo Federal, presidido por Jair Messias Bolsonaro, através do Decreto nº 10.543.

## Exemplos de materiais nato digitais

### Literatura cinzenta e comunicações
Grande parte da literatura cinzenta atual é quase inteiramente produzida online, em parte devido à acessibilidade e velocidade da comunicação pela Internet. Como produtos da vasta quantidade de informações criadas por organizações e indivíduos em computadores, conjuntos de dados e registros eletrônicos existem em diversas atividades. Esse tipo de conteúdo inclui:
- E-mail: correio eletrônico. Mensagens digitadas, enviadas ou recebidas através de software em computadores ou aplicativos de celulares ou tablets.[14][15]
- Textos: textos digitados em software ou aplicativos de editores de textos como o Word.[14]
- Planilhas: planilhas confeccionadas em software ou aplicativos como o Excel.[14]
- Projetos de arquitetura: projetos elaborados em software como o AutoCAD.[14]
- Fotografias: tiradas através de celulares ou câmeras fotográficas digitais.[14]

### Mídias

#### Fotografia digital
A fotografia digital permitiu que um número maior de pessoas pudessem fotografar para fins artísticos ou como passatempo, assim como entender como funciona o processo fotográfico. Com o advento das câmeras digitais no final da década de 1980, seguido pela invenção e disseminação de telefones celulares capazes de fotografar, a venda de câmeras digitais acabou ultrapassando as analógicas. Nas primeiras décadas do século XXI, assistiu-se ao surgimento de sites de armazenamento de fotos, como Flickr e Photobucket, e sites de mídia social dedicados principalmente ao compartilhamento de fotos digitais, incluindo Instagram, Pinterest, Imgur e Tumblr. Os arquivos de imagem digital incluem Joint Photographic Experts Group (JPEG), Tagged Image File Format (TIFF), Portable Network Graphics (PNG), Graphic Interchange Format (GIF) e formato de imagem Raw.

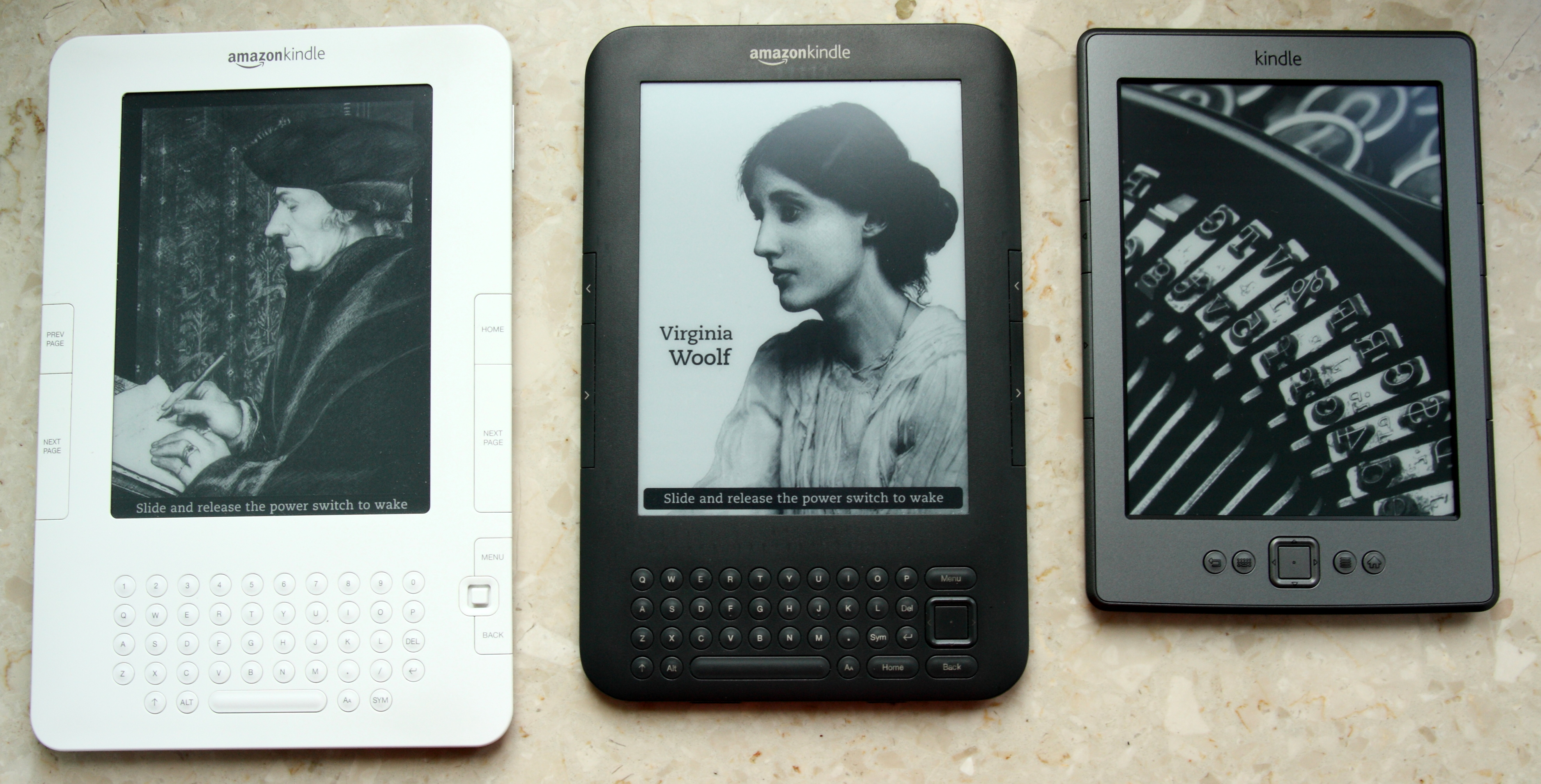
Diferentes gerações do Amazon Kindle, um e-reader

#### Livro digital
E-books são livros que podem ser lidos nas telas de computadores, smartphones ou leitor de livros digitais. O setor de e-books da indústria do livro floresceu nos últimos anos, com um número crescente de títulos e dispositivos próprios para a sua leitura sendo desenvolvidos e vendidos . A publicação eletrônica é particularmente atraente aos autores independentes, porque o mercado digital cria uma conexão mais direta entre eles, suas obras e o público. Algumas editoras, incluindo grandes casas editoriais como a Harlequin, formaram selos exclusivos para livros digitais em resposta a essa tendência. As editoras também oferecem publicações exclusivamente digitais para uso em leitores de e-books, como o Kindle. Um exemplo disso foi o lançamento simultâneo do Kindle 2 da Amazon com o conto Ur de Stephen King. O livro foi escrito e comercializado apenas para Kindle e também traz como tema de seu enredo um Kindle rosa. Nos últimos anos, no entanto, a venda de e-books de editoras tradicionais diminuiu, em parte devido ao aumento dos preços.

#### Música digital
A gravação digital de som têm desempenhado um papel importante desde a década de 1970, com a aceitação da modulação por código de pulso no processo de gravação. Desde então, vários meios de armazenamento e distribuição de áudio digital foram desenvolvidos, incluindo streamings, CDs e arquivos de áudio mp3. Cada vez mais, o áudio digital está disponível apenas por download, sem qualquer tipo de contrapartida tangível. Um exemplo dessa tendência é a gravação de 2008 da Sinfonia Fantástica de Hector Berlioz pela Filarmônica de Los Angeles sob a regência de Gustavo Dudamel. Estar disponível apenas para download, pode apresentar entraves para utilização desse tipo de material por bibliotecas devido a limitações da licença. Outro exemplo de mídia sonora lançada inicialmente para download digital é o In Rainbows, lançado em 2007 pelo Radiohead.
A indústria da música mudou drasticamente com a expansão da música digital, especificamente downloads digitais . A praticidade do formato digital para seus consumidores levou ao aumento das vendas de faixas individuais. Todos os dez singles mais vendidos desde o início do século XXI foram lançados a partir de 2007, o que mostra que esse mercado ainda está em crescimento. Contudo, isso não significa necessariamente o fim dos CDs, já que eles ainda são mais populares do que os álbuns digitais, mas mostra que a chegada do conteúdo digital nativo na indústria fonográfica está tendo uma influência significativa nas vendas e no modelo de negócio adotado por elas.

### Jornalismo
À medida que as publicações impressas existentes migraram para lançamentos nativos digitais, os sites de notícias digitais nativas, como HuffPo e Buzzfeed News, cresceram substancialmente. Essa tendência de conteúdo exclusivo online motivou o surgimento de matérias criadas com recursos interativos que não podem ser reproduzidos na mídia impressa. Os "apps de notícias" costumam ser fortemente orientados por dados, usando gráficos interativos personalizados por uma equipe de especialistas em software, além do grupo principal de escritores e editores. Os exemplos incluem Baltimore Homicides do The Baltimore Sun, Do No Harm do Las Vegas Sun e Snow Fall do The New York Times, que exigiu uma equipe de mais de quinze jornalistas, desenvolvedores da web e designers para sua construção.

## Temas centrais

### Preservação

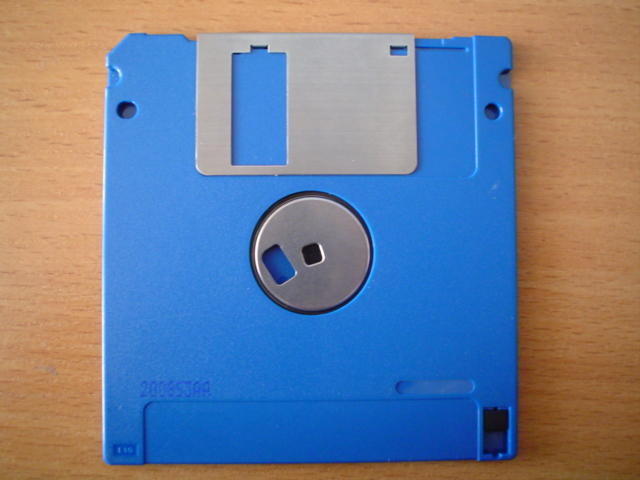
Um disquete requer tecnologia obsoleta para ler seu conteúdo armazenado

A preservação digital envolve a conservação e manutenção do conteúdo digital. Tal como acontece com outros objetos digitais, a preservação deve ser uma tarefa contínua e regular, uma vez que esses materiais não apresentam os mesmos sinais de degradação que os impressos e outros materiais físicos. Processos invisíveis, como a degradação de dados, podem causar danos irreparáveis. No caso do conteúdo digital nativo, outro processo que leva à deterioração de seu conteúdo é o apodrecimento de links, quando as URLs vinculam páginas da internet que não estão mais disponíveis. A incompatibilidade também é uma preocupação, no que diz respeito à eventual obsolescência de hardware e software capaz de dar sentido aos documentos.
Muitas questões surgem sobre o que deve ser arquivado e preservado e quem deve realizar o trabalho. Vastas quantidades de conteúdo nativo digital são criadas constantemente e as instituições são forçadas a decidir o que e quanto deve ser preservado. Como a hiperligação desempenha um papel tão importante no ambiente digital, debate-se se não seria o caso de manter o acesso permanente aos links e, portanto, o contexto do documento. Um dos grandes desafios está no volume de dados que essa tarefa exige. Além disso, como a publicação não é tão delineada no meio digital e as versões preliminares dos trabalhos são cada vez mais disponibilizadas para consulta, saber quando arquivar apresenta complicações adicionais.

### Relevância e acessibilidade
Para bibliotecas e repositórios digitais usados como materiais de referência, como o PBS LearningMedia, que fornece recursos educacionais para professores, manter a pertinência de seu conteúdo é de extrema importância. As informações devem ser factualmente precisas e incluir o contexto, ao mesmo tempo em que se mantêm os principais objetivos do site. Além dos problemas que giram em torno da preservação do conteúdo nato digital - como a  degradação de dados, o apodrecimento de links e incompatibilidade de softwares e hardwares - também deve-se levar em consideração a questão da funcionalidade desses materiais, por exemplo, a qualidade do vídeo e a legibilidade de qualquer texto. Ou seja, como os usuários podem acessar registros natos digitais. Além disso, deve se levar em conta se o conteúdo digital atende pessoas com deficiência, especialmente em conjunto com tecnologia assistiva, como leitores de tela, ampliadores de tela e software de reconhecimento de fala. O acesso a esse tipo de material também é afetado pelas leis de licenciamento, causadas, por exemplo, pela expiração de licenças que deixam coleções digitais inacessíveis.

### Licenciamento
As leis que foram criadas para proteger a propriedade intelectual foram pensadas para obras analógicas. Assim, disposições como a doutrina da primeira venda presente na Lei de direitos autorais dos Estados Unidos, que permite que as bibliotecas emprestem materiais aos usuários, não foram aplicadas ao mundo digital. Portanto, determinado conteúdo digital protegido por direitos autorais que é licenciado em vez de comprado, como é comum com muitos materiais digitais, é frequentemente de uso limitado, uma vez que não pode ser transmitido a usuários em vários computadores ou emprestado por meio de um contrato de empréstimo No entanto, no que diz respeito às funções de preservação das bibliotecas e dos arquivos e a necessidade subsequente de fazer cópias de materiais natos-digitais, as leis de muitos países têm mudado, permitindo que acordos sejam feitos entre essas instituições e os titulares de direitos de conteúdo nato digital.

Os consumidores também têm que lidar com questões de propriedade intelectual no que se refere à posse e ao controle do material nato digital que compram. A pirataria é  um problema de maior amplitude para os objetos digitais, inclusive os que já nascem digitais, pois tais materiais podem ser copiados e espalhados em perfeitas condições com velocidade e distância em uma escala inconcebível para materiais impressos e físicos tradicionais.

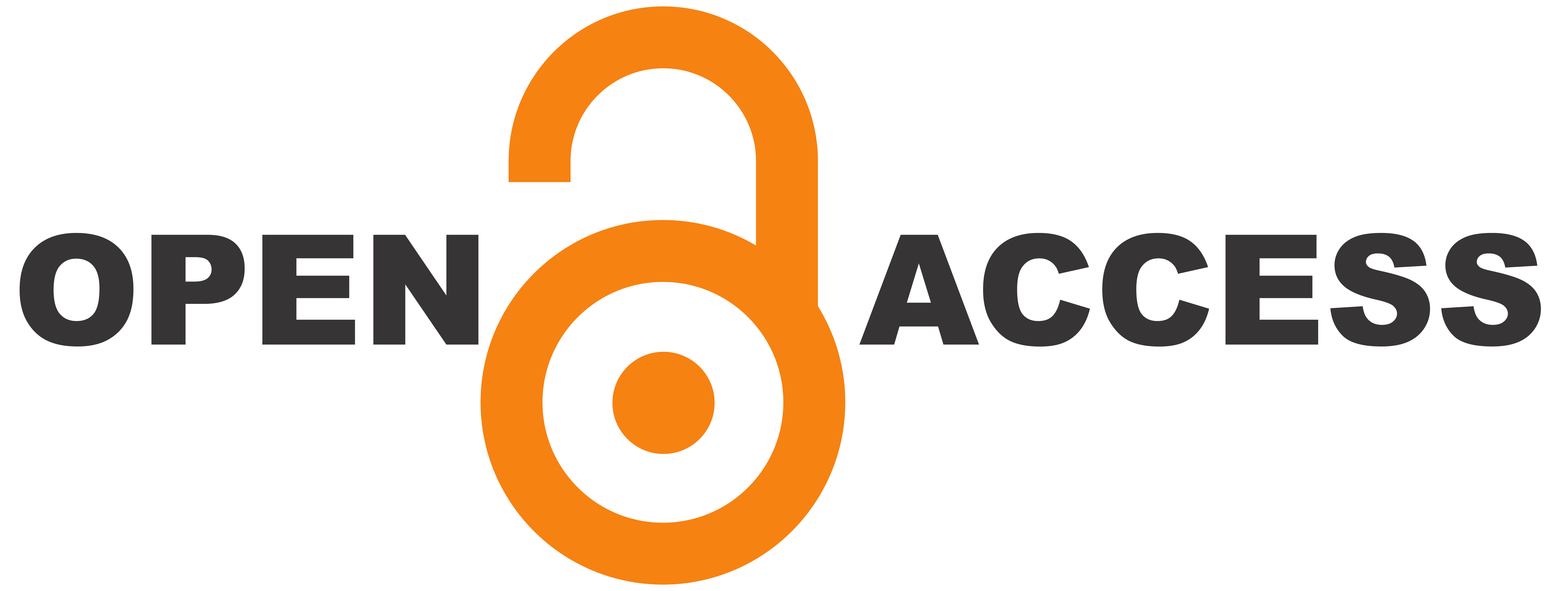
Logotipo que identifica materiais em acesso aberto, desenvolvido pela Public Library of Science

Novamente, a doutrina da primeira venda, que, do ponto de vista do consumidor, permite que os compradores de materiais vendam ou doem itens (como livros e CDs), ainda não é aplicada de forma eficaz a objetos digitais. Victor Calaba aponta três razões para isso. Primeiro, "os acordos de licença impostos pelos fabricantes de software normalmente proíbem o exercício da doutrina da primeira venda; segundo, a lei de direitos autorais tradicional pode não apoiar a aplicação da doutrina da primeira venda a obras digitais". Por fim, o Digital Millennium Copyright Act  impede que os usuários de façam "cópias de obras digitalizadas e proíbe o contorno de mecanismos de controle de acesso para facilitar a transferência" desse tipo de material.
Cada vez mais, as instituições estão mais interessadas em assinar versões digitais de periódicos, algo observado à medida que alguns desses instrumentos de comunicação científica separaram suas edições impressas e das eletrônicas e permitiram assinaturas diferentes para cada uma delas. Essa tendência gerou questões sobre a sustentabilidade econômica da publicação impressa. Periódicos importantes, como a American Chemical Society, fizeram mudanças significativas em suas edições impressas para cortar custos. De fato, não faltam aqueles que preveem um futuro exclusivamente digital nesse ramo. Por outro lado, o constante aumento dos preços das assinaturas e as práticas predatórias de periódicos, impulsionaram o Movimento de Acesso Aberto, que defende o acesso gratuito e irrestrito a artigos científicos.